# Alcantara
Alcantara er en stoftype. Det blev opfundet i 1970'erne af Miyoshi Okamoto. Stoffet bruges bl.a. til polstring i biler.
Materialet består af 68% polyester og 32% polyurethan, hvilket giver stor slidstyrke og smudsresistens.